# Copa América žen CAF7 2022
Copa América žen CAF7 2022 bylo 2. ročníkem Copa América žen CAF7 a konalo se v chilském hlavním městě Santiago de Chile v období od 17. do 20. listopadu 2022. Účastnili se ho 4 týmy, které byly hráli v jedné skupině po 4 týmech. Ze skupiny pak postoupily první dva celky do finále a celky na třetím a čtvrtém místě do boje o bronz. Vyřazovací fáze zahrnovala 4 zápasy. Chile na turnaj vyslalo dva ženské týmy, a to tým Chile Metropolitano a Chile Concepción. Ve finále zvítězily reprezentantky Chile Metropolitano, které porazily výběr žen Argentiny vysoko 7:1.

## Stadion
Turnaj se hrál na jednom stadionu v jednom hostitelském městě: Complejo Deportivo CDC (Santiago de Chile).
| Santiago de Chile      |
| ---------------------- |
| Complejo Deportivo CDC |
| Kapacita: 500          |
| Santiago de Chile      |

## Skupinová fáze
| Vysvětlivky                     |
| ------------------------------- |
| Tým postupující do finále       |
| Tým postupující do boje o bronz |
| Vítěz zápasu je tučně zvýrazněn |

Čas každého zápasu je uveden v lokálním čase.

#### Tabulka
| Tým                 | Z | V | R | P | VG | IG | +/− | B |
| ------------------- | - | - | - | - | -- | -- | --- | - |
| Chile Metropolitano | 3 | 3 | 0 | 0 | 17 | 3  | +14 | 9 |
| Argentina           | 3 | 1 | 0 | 2 | 9  | 9  | 0   | 3 |
| Chile Concepción    | 3 | 1 | 0 | 2 | 3  | 7  | −4  | 3 |
| Uruguay             | 3 | 1 | 0 | 2 | 5  | 15 | −10 | 3 |

| 17. listopadu 2022 13:40                                                   |        |                                                                      |                                           |
| Chile Concepción                                                           | 3 : 2  | Argentina                                                            | Complejo Deportivo CDC, Santiago de Chile |
| Angélica Gutierrezová Melladová 16', 20+3' Carolina Fierrová Vegaová 20+1' | Report | Carolina Susana Benkeová 35' Laura de los Milagrosová Benitezová 39' | Complejo Deportivo CDC, Santiago de Chile |

| 17. listopadu 2022 14:50 |        |                         |                                           |
| Chile Metropolitano | 9 : 2  | Uruguay                 | Complejo Deportivo CDC, Santiago de Chile |
| Aracelly Tapiaová Perézová 8' Rocio Maira Gonzálezová 9' Andrea Cerdaová Pizarrová 15' Maria Montenegrová Molinová 20' Daniela Garcia Undurraga 22' Sofia Casanova 28', 40+1' Jeannette Tobarová Verdugová 30' Genesis Yañezová Rojasová 31' | Report | Paula Ferreira 29', 36' | Complejo Deportivo CDC, Santiago de Chile |

| 18. listopadu 2022 13:40 |        |                                 |                                           |
| Chile Metropolitano | 5 : 1  | Argentina                       | Complejo Deportivo CDC, Santiago de Chile |
| Andrea Cerdaová Pizarrová 23' Rocio Maira Gonzálezová 24' Aracelly Tapiaová Perezová 27' Genesis Yañezová Rojasová 35' Jeannette Tobarová Verdugová 40+2' | Report | Priscila Abigailová Pieriová 4' | Complejo Deportivo CDC, Santiago de Chile |

| 18. listopadu 2022 14:50 |        |                                     |                                           |
| Chile Concepción         | 0 : 2  | Uruguay                             | Complejo Deportivo CDC, Santiago de Chile |
|                          | Report | Paula Ferreira 4' Maria Fontora 35' | Complejo Deportivo CDC, Santiago de Chile |

| 19. listopadu 2022 13:40                                   |        |                  |                                           |
| Chile Metropolitano                                        | 3 : 0  | Chile Concepción | Complejo Deportivo CDC, Santiago de Chile |
| Sofia Casanova 7' (pen.) Valentina Denisse Macaya 16', 29' | Report |                  | Complejo Deportivo CDC, Santiago de Chile |

| 19. listopadu 2022 14:50 |        |                   |                                           |
| Argentina | 6 : 1  | Uruguay           | Complejo Deportivo CDC, Santiago de Chile |
| Agustina Pereyrová 12' Carolina Susana Benkeová 15' Karen Daiana Alvarová 20+1' Laura de los Milagrosová Benitezová 20+3' Maria Evangelina Cacciabueová 28' Yamila Ayelenová Gillijová 40+1' | Report | Maria Fontora 38' | Complejo Deportivo CDC, Santiago de Chile |

#### O 3. místo
| 20. listopadu 2022 13:20     |        |                    |                                           |
| Chile Concepción             | 1 : 1  | Uruguay            | Complejo Deportivo CDC, Santiago de Chile |
| Carolina Fierrová Vegaová 9' | Report | Paula Ferreira 21' | Complejo Deportivo CDC, Santiago de Chile |

|                                                                             |       | Penaltový rozstřel                      |  |
| Maria Pazová Parraová Pamela Retamalová Monjeová Angélica Gutierrez Mellado | 2 : 1 | Maria Fontora Paula Ferreira Sánchézová |  |

#### Finále
| 20. listopadu 2022 14:30 |        |               |                                           |
| Chile Metropolitano | 7 : 1  | Argentina     | Complejo Deportivo CDC, Santiago de Chile |
| Lauryn Cedellaová Moralesová 13' Valentina Denisse Macayaová 15' Maria Montenegrová Molinová 20+3' Rocio Mairaová Gonzálezová 23', 31' Aracelly Tapiaová Perezová 34' Sofia Casanova 35' | Report | Garcíaová 27' | Complejo Deportivo CDC, Santiago de Chile |